# Cantón de Saint-Varent
El cantón de Saint-Varent era una división administrativa francesa, que estaba situada en el departamento de Deux-Sèvres y la región de Poitou-Charentes.

## Composición
El cantón estaba formado por nueve comunas:
- Coulonges-Thouarsais
- Geay
- Glénay
- La Chapelle-Gaudin
- Luche-Thouarsais
- Luzay
- Pierrefitte
- Sainte-Gemme
- Saint-Varent

## Supresión del cantón de Saint-Varent
En aplicación del Decreto n.º 2014-176 de 18 de febrero de 2014, el cantón de Saint-Varent fue suprimido el 22 de marzo de 2015 y sus 9 comunas pasaron a formar parte; siete del nuevo cantón de Valle de Thouet y dos del nuevo cantón de Bressuire.